# Monte Gonga
Monte Gonga (貢嘎山 ou 贡嘎山, pinyin: Gònggá shān) é o pico mais alto da província de Sujuão, na República Popular da China, com 7556 m de altitude. É a 41.ª montanha do mundo em altitude e a 46.ª em proeminência topográfica. Fora do Himalaia e Karakoram, é a terceira montanha mais alta.
Com tempo favorável é visível a partir de Chengdu, capital de Sujuão, a cerca de 250 km. A sua localização permite com que seja um destino muito procurado por montanhistas em busca de sítios altos de grande beleza natural. A montanha contém muitos desfiladeiros.
Em 1981, oito membros de uma expedição japonesa faleceram na montanha após terem subido com êxito até ao topo.

## Páginas externas
- «Gongga Shan». www.peakbagger.com. Consultado em 19 de Maio  de 2008